# Anderson, Bruford, Wakeman, Howe
Anderson, Bruford, Wakeman, Howe (auch kurz: ABWH) war eine britische Progressive-/Artrock-Band. Sie wurde 1989 von vier ehemaligen Mitgliedern der Band Yes gegründet, die aus rechtlichen Gründen diesen Namen nicht verwenden durften, da Chris Squire die Namensrechte besaß. Eine Band namens Yes, bestehend aus Squire, Trevor Rabin, Alan White und Tony Kaye existierte zudem gleichzeitig. Im Herbst 1990, mitten in der Arbeit an ihrem zweiten Album, wurde die Band von Jon Anderson mit Yes zu einer einzigen, achtköpfigen Band zusammengeführt.

## Hintergrund
Am Ende der Big Generator-Tour im April 1988 gingen die Bandmitglieder von Yes auseinander. Während die anderen Musiker sich von den Strapazen der Tour erholten oder Soloprojekte in Angriff nahmen, verließ Jon Anderson zum zweiten Mal seit 1980 (siehe Paris Sessions) die Band. Er war frustriert, weil seine Position in der Band auf die Funktion als Sänger reduziert worden war und er an der Entstehung der Lieder auf Big Generator nicht beteiligt wurde. Anderson war es gewohnt, die Band anzuführen, eine Rolle, die er bis 1980 unumstritten innegehabt hatte.
Er nahm daraufhin mit seinen ehemaligen Yes-Kollegen Bill Bruford (bis 1972 bei Yes), Steve Howe (bis 1980 bei Yes) und Rick Wakeman (bis 1980 bei Yes) Kontakt auf um ihnen ein Konzept für eine Band unter seiner Leitung vorzuschlagen, die er Yes nennen wollte. Bruford war der erste, den Anderson traf. Beeindruckt von seinem elektronischen Drumsound stellte er ihm seinen Plan vor, und Bruford, zunächst im Glauben, er solle auf einem Soloprojekt Andersons mitwirken, willigte ein, da Anderson, später auch Howe, die musikalischen Ideen für ein erstes Album bereits weitgehend zusammen hatten: Aufgrund seiner Erfahrungen mit den um jede einzelne Note diskutierenden und streitenden Musikern wollte er keinesfalls an der Entstehung der Musik beteiligt sein. Auch die Tatsache, dass er nicht wieder mit dem in seinen Augen allzu trägen Chris Squire zusammenarbeiten musste (diese Möglichkeit war vorübergehend im Gespräch gewesen, wurde von Bruford jedoch vehement zurückgewiesen), sondern mit Tony Levin ein hervorragender Bassist zur Verfügung stand, mit dem er weit besser zurechtkam und den er zudem von King Crimson her kannte, trug zu seiner Entscheidung bei.
Neben Anderson brachte vor allem Steve Howe Material für das Debütalbum der neuen Band mit. Dieser hatte zuvor GTR verlassen, nachdem ein zweites Album dieser Band in der Schublade gelandet war, und konnte so seine Ideen in die neue Gruppe hineintragen.
Die Band schloss einen Plattenvertrag mit dem Label Arista Records und verbrachte daraufhin fünf Wochen in Paris, um das neue Material zu lernen. Danach flogen die Musiker dann auf die Karibikinsel Montserrat, um es in den AIR-Studios von Beatles-Produzent George Martin einzuspielen. Der Plan, sich Yes zu nennen, musste allerdings fallengelassen werden: Chris Squire, der die Rechte an dem Namen Yes innehat, und Yes’ Plattenfirma Atlantic Records reichten am 31. Mai 1989 am US District Court for the Central District of California Klage gegen die vier ABWH-Musiker ein, um sie daran zu hindern, den Namen Yes in irgendeiner Weise öffentlich zu verwenden. Vor allem sollte Anderson jede Erwähnung seiner früheren Mitgliedschaft bei Yes untersagt werden. Die geplante Tour war unter dem Titel An Evening of Yes Music Plus... angekündigt worden, und europäische Promoter hatten den Namen Yes daraufhin groß auf ihre Plakate gedruckt. Yes (die Band um Squire) argumentierten, in der Öffentlichkeit könnte Verwirrung darüber entstehen, wer nun wirklich Yes sei und wer nicht. ABWH argumentierten dagegen: Wenn man Jon Anderson, Bill Bruford, Rick Wakeman und Steve Howe auf eine Bühne stelle, wie solle man die Band wohl nennen?
Hintergrund für diesen Rechtsstreit war ein Vertrag, den alle aktuellen und ehemaligen Mitglieder von Yes am 22. Mai 1984 geschlossen hatten. Dieser besagte, dass nur die damals verbleibenden Yes-Musiker das Recht hätten, Name und Bandlogo zu verwenden, und dass ein ausgestiegenes Mitglied nach Ablauf einer bestimmten Frist seine Mitgliedschaft nicht mehr erwähnen dürfe (etwa um den Werbeeffekt, den dies sicherlich bis heute hat, auszunutzen). Vor diesem Hintergrund betrachteten Yes sogar die Verwendung ihres Namens im ABWH-Slogan An Evening of Yes Music Plus... zunächst als einen Vertragsbruch.
Letztendlich wurde ein außergerichtlicher Kompromiss ausgehandelt: die neue Band nannte sich Anderson, Bruford, Wakeman, Howe; die Tour durfte dann doch als „An Evening of Yes Music Plus....“ beworben werden. Das klassische Yes-Logo, das der Fantasy-Künstler Roger Dean in den siebziger Jahren entworfen hatte, durfte allerdings nicht verwendet werden.
Im Juni 1989 erschien das Debüt der Band unter dem Titel Anderson Bruford Wakeman Howe. Auch eine Sammlung von Musikvideos wurde zusammen mit einer kurzen Dokumentation unter dem Titel In the Big Dream veröffentlicht. In den begleitenden Interviews wurde der gerichtlich beigelegte Zwist auf künstlerischer Ebene weitergeführt: Yes sei eine Band, deren Stücke Kompromisse mit den Forderungen der Musikwirtschaft darstelle, ABWH dagegen sei zum alten Yes-Ethos zurückgekehrt, und stellten Kunst über Kommerz. Die beiden Cover wurden dementsprechend von Roger Dean gestaltet, der in den siebziger Jahren viele der klassischen Yes-Alben ausgestattet hatte. Dies sollte der Öffentlichkeit die Botschaft vermitteln, Anderson, Bruford, Wakeman, Howe seien die „einzig wahren Yes“ – Yes selbst hatten sich in den 1980er Jahren moderneren Grafikern zugewandt (siehe 90125, 9012Live: The Solos und Big Generator).
Das Album, deutlich näher am Yes-Sound der siebziger Jahre, und in etwa vergleichbar mit Yes’ Going for the One, verkaufte sich etwa 750.000 Mal. Daraufhin starteten die vier Musiker mit der Unterstützung von Tony Levin (bzw. Jeff Berlin), E-Bass, Julian Colbeck, Keyboards, und Milton McDonald, Gitarre und Gesang, zu einer erfolgreichen Welttournee, die vom 29. Juli 1989 bis zum 23. März 1990 andauerte und 74 Konzerte umfasste. Eines dieser Konzerte ist auf der CD/DVD An Evening of Yes Music Plus... dokumentiert.
Nach dem Ende ihrer Welttournee sammelten Anderson, Bruford, Wakeman und Howe neues Material für ein zweites Album unter dem Arbeitstitel Dialogue, dessen Veröffentlichung für Oktober 1990 angepeilt wurde. Anderson nahm seine Beiträge in Südfrankreich auf, vermutlich mit Hilfe der ABWH-Roadies, während Howe, Bruford und Levin in London an eigenem Material arbeiteten. Persönliche Animositäten, vor allem zwischen Anderson und Howe sowie Wakeman und Howe brachen erneut aus, und machten eine Zusammenarbeit schwierig, die Sessions wurden zu teuer und die Plattenfirma Arista Records begann, Einfluss auf die Lieder zu nehmen. Seit Larry Magid, der an der Promotion für eine Yes-Tour im Jahre 1971 beteiligt gewesen war, Jon Anderson während der ABWH-Tour den Vorschlag gemacht hatte, eine 84 Konzerte umfassende Tour zu finanzieren, wenn dieser in der Lage sei, ABWH und Yes zusammenzubringen, hatte Anderson eine Wiedervereinigung der beiden Bands geplant. Als diese Pläne Gestalt annahmen, wurden die meisten der Dialogue-Songs aufgegeben (2007 hat Anderson sein Material unter dem Titel Watching the Flags That Fly veröffentlicht, Dialogue-Stücke von Steve Howe sind auf einigen seiner Soloalben zu finden). Anderson kontaktierte zunächst Trevor Rabin von Yes mit der Bitte, einige Gitarrenparts, später sogar ganze Songs zu Dialogue beizusteuern. Rabin sagte zu, und Anderson, Bruford, Wakeman und Howe sowie Arista gefielen die Lieder. Angeregt von Anderson forcierten nun die Managements beider Gruppen und vor allem Arista eine Zusammenarbeit aller acht Yes-Veteranen unter einem einzigen Namen, da ein solches Großprojekt für alle Beteiligten großen Profit versprach. Die beiden verfeindeten Lager stückelten daraufhin widerwillig (dies trifft vor allem auf Howe und Bruford zu) unter dem gemeinsamen Namen Yes ein Album namens Union (1991) zusammen und gingen zu acht auf Tour. Dies bedeutete, zum Bedauern vor allem von Bruford und Howe, das Ende von ABWH (Details zur Wiedervereinigung von Yes unter Dialogue und Union).
Chris Squire und die anderen Yes-West-Musiker haben ABWH lange Zeit nicht als Yes-Projekt anerkannt. Dies hat sich erst etwa 15 Jahre später geändert. Auf der Yes-Compilation-Box In A Word: Yes (2002) sind auch zwei Stücke von Anderson Bruford Wakeman Howe  enthalten.

## Besetzung
- Jon Anderson – Gesang, Gitarre
- Bill Bruford – Schlagzeug
- Steve Howe – Gitarre, Bass, Gesang
- Rick Wakeman – Keyboards

Mit
- Tony Levin – Bass (auf dem Album und der Tournee)

## Diskografie

### Alben
| Jahr | Titel                         | Höchstplatzierung, Gesamtwochen, AuszeichnungChartplatzierungen (Jahr, Titel, Platzierungen, Wochen, Auszeichnungen, Anmerkungen) | Höchstplatzierung, Gesamtwochen, AuszeichnungChartplatzierungen (Jahr, Titel, Platzierungen, Wochen, Auszeichnungen, Anmerkungen) | Höchstplatzierung, Gesamtwochen, AuszeichnungChartplatzierungen (Jahr, Titel, Platzierungen, Wochen, Auszeichnungen, Anmerkungen) | Höchstplatzierung, Gesamtwochen, AuszeichnungChartplatzierungen (Jahr, Titel, Platzierungen, Wochen, Auszeichnungen, Anmerkungen) | Anmerkungen                                                                 |
| Jahr | Titel                         | DE | CH | UK | US | Anmerkungen                                                                 |
| ---- | ----------------------------- | --- | --- | --- | --- | --------------------------------------------------------------------------- |
| 1989 | Anderson Bruford Wakeman Howe | DE21 (17 Wo.)DE | CH24 (3 Wo.)CH | UK14 Silber · (6 Wo.)UK | US30 Gold · (16 Wo.)US | Erstveröffentlichung: 20. Juni 1989 Produzenten: Chris Kimsey, Jon Anderson |

Weitere Alben
- 1993: An Evening of Yes Music Plus...
- 2012: Live at the NEC Oct 24th 1989

### Singles
| Jahr | Titel Album                                         | Höchstplatzierung, Gesamtwochen, AuszeichnungChartplatzierungen (Jahr, Titel, Album, Platzierungen, Wochen, Auszeichnungen, Anmerkungen) | Höchstplatzierung, Gesamtwochen, AuszeichnungChartplatzierungen (Jahr, Titel, Album, Platzierungen, Wochen, Auszeichnungen, Anmerkungen) | Höchstplatzierung, Gesamtwochen, AuszeichnungChartplatzierungen (Jahr, Titel, Album, Platzierungen, Wochen, Auszeichnungen, Anmerkungen) | Höchstplatzierung, Gesamtwochen, AuszeichnungChartplatzierungen (Jahr, Titel, Album, Platzierungen, Wochen, Auszeichnungen, Anmerkungen) | Anmerkungen                                                                      |
| Jahr | Titel Album                                         | DE | CH | UK | US | Anmerkungen                                                                      |
| ---- | --------------------------------------------------- | --- | --- | --- | --- | -------------------------------------------------------------------------------- |
| 1989 | Brother of Mine Anderson Bruford Wakeman Howe       | — | — | UK63 (3 Wo.)UK | — | Erstveröffentlichung: 12. Juni 1989 Autoren: Anderson, Bruford, Wakeman, Howe    |
| 1989 | Order of the Universe Anderson Bruford Wakeman Howe | — | — | UK93 (1 Wo.)UK | — | Erstveröffentlichung: 16. Oktober 1989 Autoren: Anderson, Bruford, Wakeman, Howe |

Weitere Singles
- 1989: Quartet (I’m Alive)

### Videoalben
- 1989: In the Big Dream
- 1993: An Evening of Yes Music Plus...

### Dialogue-Demo von Jon Anderson
- Watching the Flags That Fly

## Konzerttournee
Anderson Bruford Wakeman Howe Tour
- 29. Juli 1989 – 23. März 1990 (74 Shows) (Mitschnitte auf An Evening of Yes Music Plus...)

## Sekundärliteratur (Auswahl)
- Morse, Tim: Yesstories. Yes in their own words. New York 1996. ISBN 0-312-14453-9.
- Mosbø, Thomas J.: Yes – but what does it mean? Exploring the music of Yes. Milton WI 1994 (ohne ISBN).
- Martin, Bill: Music of Yes. Structure and vision in progressive rock. 2. Aufl., Chicago/La Salle 1997. ISBN 0-8126-9333-7.
- Welch, Chris: Close to the Edge. The story of Yes. London/NY/Sydney 1999. ISBN 0-7119-6930-2.
- Watkinson, David: Perpetual change – 30 years of Yes. London 2001. ISBN 0-85965-297-1.